# Aist
L'Aist (in cirillico Аист) è un trampolino situato a Nižnij Tagil, in Russia.

## Storia
Aperto nel 1970 e ampiamente ristrutturato nel 2009, a partire dalla stagione 2014-15 l'impianto ha ospitato tappe della Coppa del Mondo di salto con gli sci .

## Caratteristiche
Originariamente il complesso era costituito da cinque trampolini (K110, K90, K40, K20 e K10) e dopo la ristrutturazione del 2009 ne sono rimasti quattro (K120, K90, K60 e K40). Il trampolino lungo HS 134 ha punto K 120 e il primato ufficiale di distanza appartiene al norvegese Johann André Forfang (140 m nel 2015), mentre lo sloveno Anže Semenič ha stabilito quello ufficioso (142,5 m nel 2015).
Il trampolino normale HS 97 ha punto K 90 e il primato ufficiale appartiene alla giapponese Sara Takanashi (99 m nel 2015), sebbene quello ufficioso (102,5 m) sia stato stabilito dal russo Michail Maksimočkin nel 2014.